# Andrzej Gazdeczka
Andrzej Gazdeczka (ur. 12 marca 1932 w Krakowie, zm. 20 stycznia 1995 tamże) – polski aktor teatralny i filmowy.

## Życiorys
W 1955 roku ukończył studia na PWST w Krakowie. 17 grudnia tego samego roku miał miejsce jego debiut teatralny. Występował na scenach m.in. następujących teatrów:
- Teatr Młodego Widza w Krakowie (1955-60)
- Teatr Wybrzeże (1960-63)
- Teatr im. Juliusza Osterwy w Lublinie (1963-70)
- Teatr Polski we Wrocławiu (1970-74)
- Teatr Ludowy w Krakowie (1975-1994)

## Filmografia
- 1961: Ludzie z pociągu − karciarz
- 1964: Koniec naszego świata − więzień Oświęcimia
- 1965: Gorąca linia − górnik Zbigniew Rosa
- 1967: Skok − Filip
- 1967: Słońce wschodzi raz na dzień − Czarny, partyzant AL
- 1967: Zwariowana noc − żołnierz węgierski Janos
- 1970: Akcja Brutus − milicjant
- 1971: Perła w koronie − Władek
- 1973: Droga − kierowca (odc. 1, 2 i 4)
- 1974: Godzina za godziną − portier w łódzkich zakładach remontowych
- 1974: Najważniejszy dzień życia − chłop (odc. 9)
- 1974: Orzeł i reszka − pracownik PGR
- 1975: Grzech Antoniego Grudy
- 1975: Hazardziści − Mietek, szwagier Pacuły, uczestnik napadu
- 1976: Zofia − reżyser filmu "Zofia"
- 1977: Gdzie woda czysta i trawa zielona − Równiak
- 1978: Ślad na ziemi − majster Karolak (odc. 6)
- 1978: Wysokie loty − sekretarz KW Andrzej Lewicki
- 1979: Hotel klasy lux − góral Jarząbek
- 1979: Operacja Himmler − Rudi, komendant obozu koncentracyjnego
- 1980: Polonia Restituta
- 1982: Polonia Restituta
- 1983: Ostrze na ostrze − szlachcic
- 1983: Przeznaczenie − Włodzimierz Radziewicz, ojciec Laury
- 1984: Rycerze i rabusie − szlachcic (odc. 1 i 7)
- 1986: Blisko, coraz bliżej − pracownik markowni (odc. 17 i 18)
- 1987: Łuk Erosa − kelner
- 1988: Kolory kochania − Bekas
- 1989: Modrzejewska (odc. 5 i 6)

## Teatr telewizji
Wystąpił w kilkunastu spektaklach Teatru telewizji. Zagrał m.in. jedną z głównych ról w sztuce z 1973 roku – Zabawa jak nigdy.

## Nagrody i odznaczenia
- Dyplom uznania w dwudziestolecie Teatru im. Osterwy w Lublinie (1964)
- Wyróżnienie za rolę Świadka III w spektaklu "Nigdy więcej" na VI Kaliskich Spotkaniach Teatralnych (1966)
- Odznaczenie: Zasłużony Działacz Kultury (1966)
- Odznaka Honorowa za zasługi dla Lublina (1967)
- Złoty Krzyż Zasługi (1986)